# 大莫克里亞尼
49°41′7″N 23°18′28″E / 49.68528°N 23.30778°E
大莫克里亞尼（烏克蘭語：Великі Мокряни）是一个位于烏克蘭西部的村莊，隸屬利維夫州的亞沃里夫區。該村始建於1734年，面積4.91平方公里，海拔高度293米。该村2001年人口为192人，人口密度每平方公里39.09人。